# Antonio Manzini

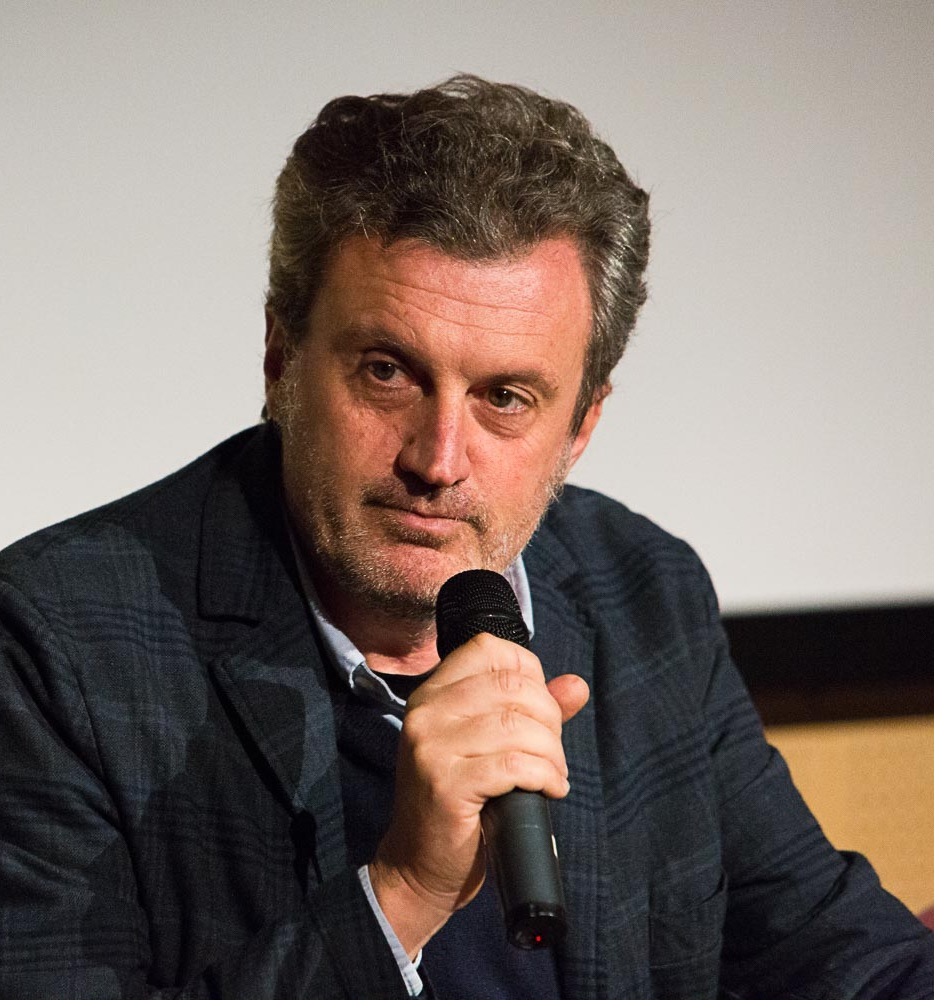
Antonio Manzini (2016)

Antonio Manzini (geboren 7. August 1964 in Rom) ist ein italienischer Schauspieler, Drehbuch- und Romanautor.

## Leben
Antonio Manzini besuchte die Accademia nazionale d’arte drammatica und studierte bei Andrea Camilleri. Er arbeitete zunächst als Schauspieler in Film und Fernsehen und schrieb Drehbücher. Mit Niccolò Ammaniti schrieb er einen Beitrag für die Anthologie Crimini. 2005 veröffentlichte er seinen ersten Roman Sangue marcio.
Manzini ist der Erfinder des Ermittlers Rocco Schiavone, des Protagonisten einer Kriminalromanserie, die auch verfilmt wurde. 2016 gab es eine parlamentarische Initiative unter Führung des Forza-Italia-Abgeordneten Maurizio Gasparri, die Ausstrahlung von Manzinis Schiavone-Krimis im öffentlich-rechtlichen Fernsehprogramm Rai 2 abzusetzen.
2017 erschien im Verlag Klaus Wagenbach „Spitzentitel“, eine Übersetzung von „Sull’orlo del precipizio“ von Antja Peter, einer satirischen Erzählung über Entwicklungen in der Verlagsbranche.

## Werke (Auswahl)
Rocco Schiavone – Romane
- Pista nera. Sellerio, 2013
  - Der Gefrierpunkt des Blutes. Übersetzung Anja Rüdiger. Rowohlt, 2015
  - TV-Serienfolge 1: Schwarze Piste
- La costola di Adamo. Sellerio, 2014
  - Die Kälte des Todes. Übersetzung Anja Rüdiger. Rowohlt, 2016
  - TV-Serienfolge 2: Sieben Jahre sterben
- Non è stagione. Sellerio, 2015
  - Alte Wunden. Übersetzung Anja Rüdiger. Rowohlt, 2017
  - TV-Serienfolge 4: Schnee am Dienstag
- Era di maggio. Sellerio, 2015
  - Ein kalter Tag im Mai. Übersetzung Anja Rüdiger. Rowohlt, 2019
  - TV-Serienfolge 5: Gute Gesellschaft und 6: In einer einzigen Sekunde
- 7-7-2007. Sellerio, 2016
  - Die schwarze Stunde. Übersetzung Anja Rüdiger. Rowohlt, 2020
  - TV-Serienfolge 7: Ein Tag im Juli und 8: Das gute Leben
- Pulvis et umbra. Sellerio, 2017
  - In einem dunklen Sommer. Übersetzung Anja Rüdiger. Rowohlt, 2023
  - TV-Serienfolge 9: Staub und Schatten und 10: Nächte ohne Mond
- Fate il vostro gioco. Sellerio, 2018
- Rien ne va plus. Sellerio, 2019 (Fortsetzung von Fate il vostro gioco)
- Ah l’amore l’amore. Sellerio, 2020
- Vecchie conoscenze. Sellerio, 2021
- Le ossa parlano. Sellerio, 2022
- ELP. Sellerio, 2023
- Riusciranno i nostri eroi a ritrovare l'amico misteriosamente scomparso in Sud America?. Sellerio, 2023
- Il passato è un morto senza cadavere. Sellerio, 2024

Rocco Schiavone – Erzählungen
- Cinque indagini romane per Rocco Schiavone. Sellerio, 2016
  - L’accattone. 2012
  - Le ferie di agosto. 2013
  - Buon Natale, Rocco. 2013. TV-Serienfolge 8: Das gute Leben
  - La ruzzica de li porci. 2014
  - Rocco va in vacanza. 2014
- L’anello mancante. Cinque indagini di Rocco Schiavone. Sellerio, 2018
  - L’anello mancante. 2015. TV-Serienfolge 3: Sturz in den Tod
  - Castore e Polluce. 2015. TV-Serienfolge 3: Sturz in den Tod
  - … e palla al centro. 2016
  - Senza fermate intermedie. 2017
  - L’eremita. 2017

- Schiavone e Caterina, racconto sul loro amore e sesso.  Sellerio, 2024

Andere Werke
- Sangue marcio. Fazio, 2005
- La giostra dei criceti. Einaudi, 2007
- Sull’orlo del precipizio. Sellerio, 2015
  - Spitzentitel. Übersetzung Antje Peter. Wagenbach, 2017
- Orfani bianchi. Chiarelettere, 2016
- Gli ultimi giorni di quiete. Sellerio, 2020
- La mala erba. Sellerio, 2022

- Tutti i particolari in cronaca. , Mondadori 2024

## Mitwirkung in Filmen
- Il siero della vanità. 2004 – Drehbuch

- Come Dio comanda. 2008 – Drehbuch

- Benvenuti a tavola. 2012–2013 Fernsehserie – Drehbuch

- Zio Gaetano è morto. 2016 – Regie, Drehbuch